# بالاتون‌سمش
بالاتون‌‌سِمِش (به مجاری: Balatonszemes) یک روستا در مجارستان است که در شهرستان شومودی واقع شده‌است. بالاتون‌‌سمش ۳۶٫۰۲ کیلومتر مربع مساحت و ۱٬۷۷۰ نفر جمعیت دارد.